# Ruthy Alon
Ruthy Alon (Cali, 25 gennaio 1930) è un'insegnante israeliana, Senior Trainer del Metodo Feldenkrais.
Ha ideato e sviluppato il programma Bones For Life che mira a stimolare il rafforzamento del tessuto osseo e la riorganizzazione posturale attraverso il movimento. Ha fondato l'associazione no-profit Foundation for the Movement Intelligence.

## Biografia
Ruthy Alon giunge in quello che diventerà lo stato di Israele proveniente dalla Colombia all'età di 3 anni con i suoi genitori (il padre originario dell'Ucraina e la madre del Marocco). Dagli 11 ai 13 anni frequenta la scuola di un kibbutz, che ha una notevole influenza sulla sua personalità idealistica. Durante la guerra d'indipendenza di Israele nel 1948 lascia gli studi per unirsi all'Esercito Israeliano e si occupa di codici di comunicazione via radio. Nel 1950 completa la sua formazione come insegnante di scuola elementare presso il David Yelin College a Gerusalemme.
È a Tel Aviv tra i primi allievi diretti di Moshé Feldenkrais, col quale si è formata a partire dal 1958 e ha poi partecipato alla diffusione del Metodo Feldenkrais nel mondo portando il proprio contributo alla nascita e allo sviluppo delle formazioni professionali del Metodo Feldenkrais in Europa, negli Stati Uniti, in Australia e in Israele. Si è dedicata per circa 40 anni alla formazione degli insegnanti di questo metodo che si occupa della consapevolezza dei processi psicomotori.
Nel suo libro Mindful Spontaneity (1990), la Alon spiega le idee principali sulla rieducazione neuromotoria delle abitudini disfunzionali secondo il Metodo Feldenkrais e accenna alcune facili sequenze di movimenti da sperimentare. Il libro è disponibile in varie lingue tra cui inglese, italiano, tedesco, portoghese, ebraico, russo, e sono attualmente in preparazione le traduzioni in spagnolo e in francese. Quando è stato pubblicato in italiano, il testo è stato scomposto in due diversi volumi da Red Edizioni, e nel 1992 il libro ha vinto il Premio Nazionale del Libro di Medicina Naturale dell'associazione C.G. Jung. Alla metà degli anni novanta ha realizzato inoltre il video di 30 minuti sul Metodo Feldenkrais dal titolo Movement Nature Meant.
A partire dal 1999, sulla base dell'approccio di apprendimento somatico del Metodo Feldenkrais, ha iniziato a sviluppare il programma Bones For Life (Ossa per la Vita). Il programma della Alon mira a stimolare il rafforzamento delle ossa e la riorganizzazione posturale attraverso il movimento.
Dopo alcuni test preliminari in Israele, tale programma è stato inoltre presentato negli Stati Uniti alla NASA (Houston, Texas 2004), allo Scientific Meeting della Aerospace Medical Association (Kansas, 2005) e alla National Osteoporosis Foundation Conference (Washington, D.C.2006). È fondatrice e presidente dell'organizzazione no-profit Foundation For the Movement Intelligence che si occupa della prevenzione e recupero dell'osteoporosi con strategie naturali basate sul movimento. Questo suo programma decennale è ora insegnato e praticato in più di 30 paesi grazie agli insegnanti e ai trainer da lei formati in tutto il mondo.

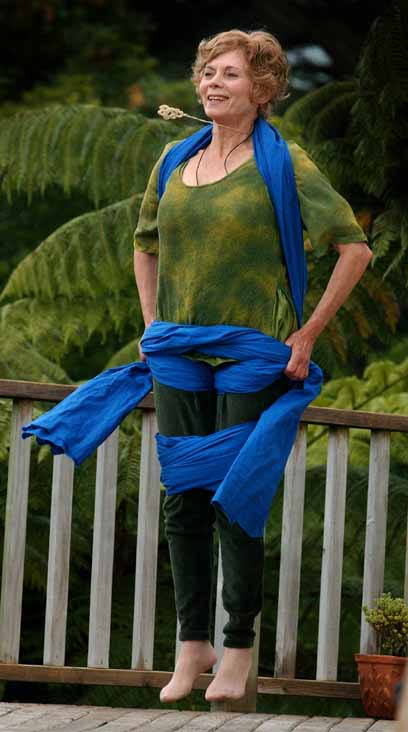
Ruthy Alon creatrice del programma Bones For Life

## Libri pubblicati
- Ruthy Alon, Il metodo Feldenkrais, Red edizioni, Como 2007. ISBN 978-88-7447-540-7
- Ruthy Alon, Vincere il mal di schiena con il Metodo Feldenkrais, Red edizioni, Como 1993. (Titolo originale: Mindful Spontaneity) ISBN non esistente
- Ruthy Alon, Guida pratica al metodo Feldenkrais, Red edizioni, Como 1992. (Titolo originale: Mindful Spontaneity) ISBN non esistente
- Ruthy Alon, Mindful Spontaneity, Equinox Publishing, Roseville, Australia e Prism Press, Bridport, Gran Bretagna, 1980. ISBN non esistente